# マーク・フェントン
マーク・フェントン（Mark Fenton、1866年11月11日 - 1925年7月29日）は、アメリカ合衆国の俳優。

## 人物
オハイオ州クレストライン生まれ。1925年、ロサンゼルスにて交通事故に遭い左足を失う。同年7月29日死去。ロサンゼルスのサンタ・モニカ・ブールバード沿いにあるハリウッド記念墓地に埋葬される。

## 出演作品
- 暴風征服者 The Storm Breaker (1925)
- サンキュー Thank You (1925年)
- アメリカ魂 The Spirit of the USA (1924年)
- アメリカ式 American Manners (1924年)
- 愚者の黎明 A Fool's Awakening (1924年)
- 男の名を言え Name the Man! (1924年)
- 怪漢夜嵐 Alias the Night Wind (1923年)
- スピード王 Speed King (1923年)
- 強敵一蹴 Truxton King (1923年)
- 転手古舞 Too Much Business (1922年)
- 傍若無人 Headin' West (1922年)
- 征服の力 The Conquering Power (1921年)
- 鉄の拳 The Wallop (1921年)
- 妙な世の中 Life's Darn Funny (1921年)
- 法名の怪人 The Unknown (1921年)
- 黙示録の四騎士 The Four Horsemen of the Apocalypse (1921年)
- 因果応報 The Devil to Pay (1920年)
- 八一三 813 (1920年)
- 戦うは愛の為 A Fight for Love (1919)
- 終世の暗影 Her One Mistake (1918)
- 獣魂 The Adventures of Peg o' the Ring (1916年)
- 名金 The Broken Coin (1915年)